# Ibdar
Ibdar (en àrab إيبضر, Ibḍar; en amazic ⵉⴱⴷⴰⵔ) és una comuna rural de la província de Sidi Ifni, a la regió de Guelmim-Oued Noun, al Marroc. Segons el cens de 2014 tenia una població total de 5.140 persones.